# 152-мм осадная пушка образца 1910 года
152-мм осадная пушка образца 1910 года — тяжёлое русское артиллерийское орудие периода Первой мировой войны. Оно было разработано во Франции фирмой-производителем вооружений «Шнейдер» по заказу ГАУ, первая партия таких пушек изготавливалась также во Франции, но впоследствии их производство было налажено в Российской империи.

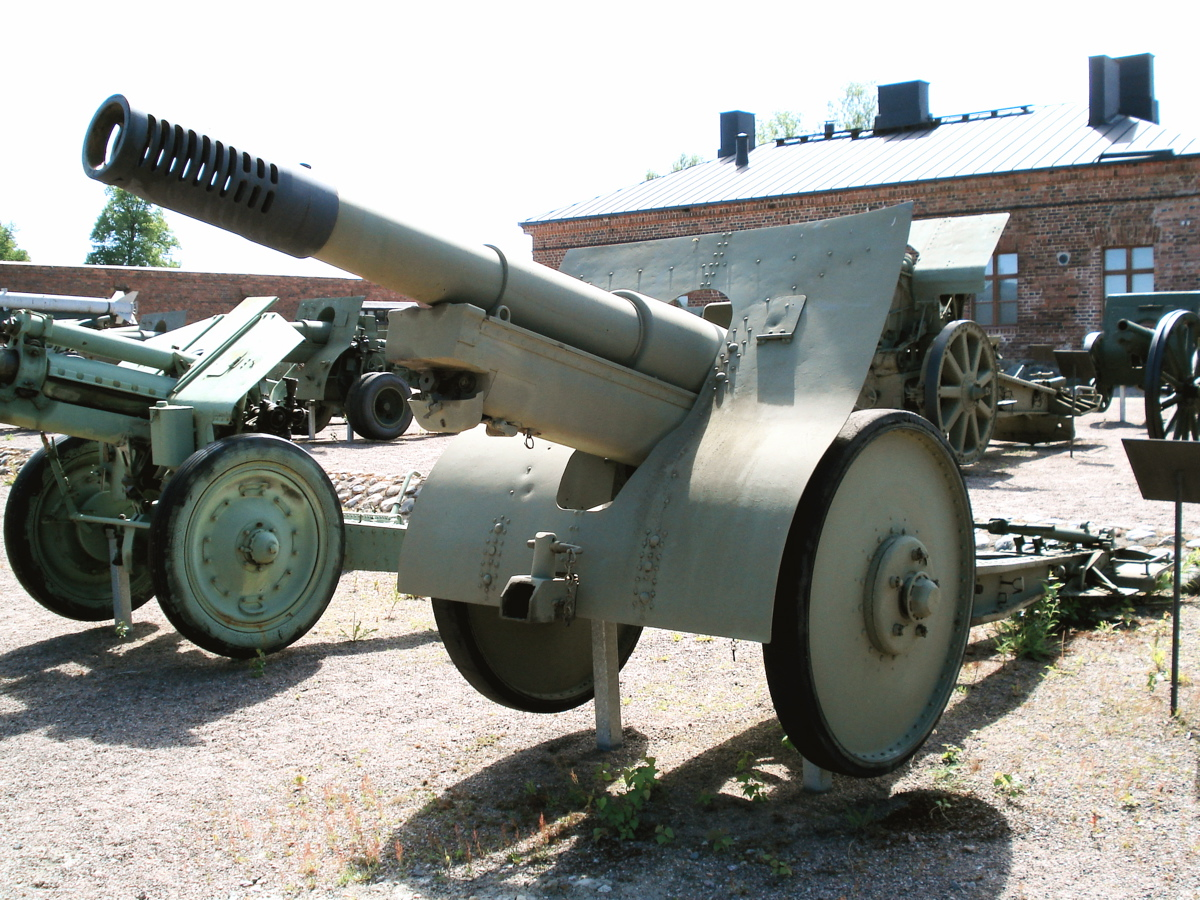
Трофейная советская 152-мм пушка образца 1910/30 годов в экспозиции артиллерийского музея в Хямеэнлинне (произведена в 1934 году, захвачена финской армией в 1941—1944 годах)

На момент создания пушка по баллистическим данным являлась одним из лучших орудий мира, использовалась в Первой мировой войне и Гражданской войне в России. В 1930 и 1934 годах она была модернизирована, результатом модернизации стали 152-мм пушка образца 1910/30 годов и 152-мм пушка образца 1910/34 годов, но в ходе модернизации остались неустранёнными такие недостатки как низкие мобильность и скорость наводки, малые углы горизонтального и вертикального обстрела. Поэтому на основе ствольной группы модернизированной пушки было разработано одно из самых удачных орудий XX века — 152-мм гаубица-пушка образца 1937 года (МЛ-20).

## Описание конструкции
Ствол 152-мм пушки состоял из трубы, и кожуха. Орудие оснащалось поршневым затвором, гидравлическим тормозом отката и гидропневматическим накатником. Лафет однобрусный. Возка пушки осуществлялась раздельно (ствол снимался с лафета и транспортировался на отдельной ствольной повозке).

## Боевое применение.
Первые 8 пушек, отправленные на фронт весной 1915 года, были в октябре того же года возвращены на завод для ремонта. Осмотр их показал слабость хоботовой части лафета. Станины и связи деформировались, и в них образовались трещины. Путиловский завод переделал хоботовую часть и изменил конструкцию летнего сошника. Из-за этого срок готовности других орудий сдвинулся на 2 месяца.
К началу 1917 года на фронте было потеряно 15 152-мм пушек обр. 1910 г. На 15 июня 1917 года в действующей армии состояло 24 152-мм пушки обр. 1910 г., из них 6 на Западном фронте и 18 на Юго-западном фронте.

На март 1923 года в РККА имелось 26 152-мм пушек обр. 1910 г. Из них в войсках 17 и на складах 9, из которых 8 были неисправны.

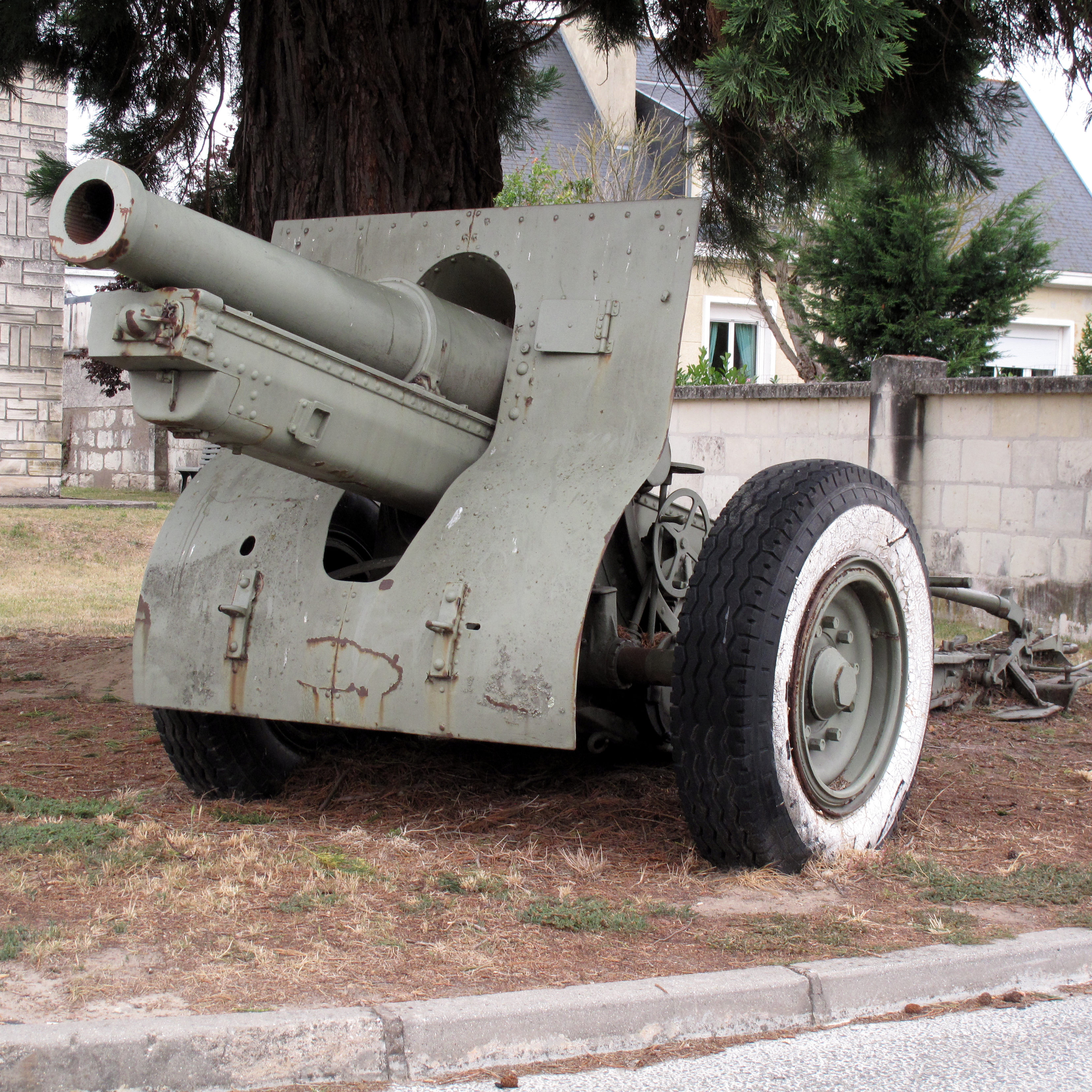
Пушка Шнейдера образца 1915 года (Canon de 155 °C modèle 1915 Schneider)
являющаяся вариантом конструкции орудия разработанного для Российской империи